# Internationale correspondentieschaaktitels
In het correspondentieschaken wordt door een schaaktitel aangegeven dat iemand een bepaalde sterkte bereikt heeft. Door de wereldcorrespondentieschaakorganisatie ICCF, de International Correspondence Chess Federation, worden de volgende titels gehanteerd:
- internationaal grootmeester (GM)
- senior internationaal meester (SIM)
- internationaal meester (IM)
- vrouwelijke internationaal grootmeester (LGM)
- vrouwelijke internationaal meester (LIM).

Hierbij staat de L voor Ladies.
Deze titels worden uitgereikt op basis van behaalde resultaten in correspondentieschaaktoernooien.
Uitgedrukt in een toernooirating staan de normen in onderstaande tabel. De toernooinormen voor de titels GM, SIM en IM moeten in twee toernooien worden behaald. Voor de titels LGM en LIM moet de kandidate de norm eenmaal behalen.
| Schaker | toernooi-rating | Schaakster | toernooi-rating |
| ------- | --------------- | ---------- | --------------- |
| IM      | 2450            | LIM        | 2150            |
| SIM     | 2500            | .          | .               |
| GM      | 2600            | LGM        | 2300            |